# Bridgend County Borough
Bridgend County Borough ist eine Principal Area in Südwales mit dem Status eines County Boroughs. Beim Zensus 2011 lebten dort 139.178 Menschen. Hauptort der Principal Area ist die gleichnamige Stadt Bridgend.

## Geographie
Die Principal Area liegt in Südwales am Ufer des Bristolkanals ungefähr in der Mitte zwischen den Städten Swansea und Cardiff. Sie ist etwa 250 Quadratkilometer groß und umfasst neben der Stadt Bridgend im Süden und den Orten Porthcawl und Pyle im Westen am Bristolkanal sowie Pencoed im Osten auch die Täler des River Llynfi, des Afon Garw und des Ogwr Fawr im Norden mit den Kleinstädten Maesteg und Pontycymer. Im Westen und Norden grenzt die Principal Area an den Neath Port Talbot County Borough, im Norden und Osten an Rhondda Cynon Taf und im Südosten an Vale of Glamorgan.

## Geschichte
1974 wurde innerhalb der damals neugebildeten Verwaltungsgrafschaft West Glamorgan der District Ogwr gebildet. Im Rahmen der Einführung der einstufigen Lokalverwaltung in Wales wurde aus dem größten Teil des Districts Ogwr am 1. April 1996 die Principal Area Bridgend mit dem Status eines County Borough gebildet. Im Rahmen der mit der Verwaltungsreform etablierten einstufigen Kommunalverwaltung werden alle Verwaltungsaufgaben vom Bridgend Borough Council erledigt.

## Orte
- Aberkenfig
- Bridgend
- Cwm Ogwr
- Llangynwd
- Maesteg
- Merthyr Mawr
- Nant-y-Moel
- Pencoed
- Pont-y-rhyl
- Pontycymer
- Porthcawl
- Wyndham

## Sehenswürdigkeiten
- Coity Castle
- The Dipping Bridge, Brücke in Bridgend
- Kenfig National Nature Reserve
- River Ogmore
- Porthcawl Lighthouse
- Porthcawl Museum
- The Old Bridge, Brücke in Bridgend
- St. Teilos Church in Merthyr Mawr